# Jilani Saadi
Jilani Saadi, in arabo الجيلاني السعدي (Biserta, 6 febbraio 1962), è un regista tunisino.
Studia cinema a Parigi, prima di realizzare il suo primo cortometraggio Marchandage nocturne nel 1994 e successivamente un mediometraggio, Café-hôtel de l'avenir, nel 1997. Khorma, il suo lungometraggio uscito nel 2002, è seguito da Tendresse du loup (2006), che riceve il premio della giuria alle Giornate cinematografiche di Cartagine del 2006, e che ha per protagonista l'attrice Anissa Daoud.

## Filmografia

### Attore
- 2012: Bidoun (cortometraggio) di Jilani Saadi

### Regista
- 1994: Café-hôtel de l'avenir, scritto da João Canijo, Céline Pouillon e Pierre Hodgo
- 1994 – 1995: Marchandage nocturne (cortometraggio)
- 2002: Khorma, le crieur de nouvelles
- 2006: Tendresse du loup con Anissa Daoud
- 2011: Winou baba? con Shiraz Fradi
- 2012: Bidoun (cortometraggio) di Jilani Saadi
- 2014: Bidoun 2 (cortometraggio) di Jilani Saadi
- 2015: Dans la peau (film)
- 2019: Bidoun 3 (cortometraggio) di Jilani Saadi
- 2021: Insurrection (Drama)

### Sceneggiatore
- 2001: Tel père, tel fils
- 2002: Khorma, le crieur de nouvelles
- 2012: Bidoun (cortometraggio) di Jilani Saadi
- 2014: Bidoun 2 (cortometraggio) di Jilani Saadi
- 2014: Dans la peau (lungometraggio)
- 2019: Bidoun 3 (cortometraggio) di Jilani Saadi
- 2021: Insurrection (Drammatico)

### Direttore della fotografia
- 2014: Bidoun 2 (cortometraggio) di Jilani Saadi

### Produttore
- 2002: Khorma, le crieur de nouvelles
- 2019: Bidoun 3 (cortometraggio) di Jilani Saadi
- 2021: Insurrection con Chawki Knis e Arthur Grec